# Mała encyklopedia medycyny
Mała encyklopedia medycyny – popularna, trzytomowa, ilustrowana, polska encyklopedia medyczna wydana w latach 1979–1999 w Warszawie przez Wydawnictwo Naukowe PWN .

## Opis
Mała encyklopedia medycyny jest popularnonaukową encyklopedią, której celem jest popularyzacja wiedzy medycznej wśród szerokiego grona czytelników bez przygotowania fachowego. Zawiera wiadomości ze wszystkich dziedzin medycyny oraz nauk pokrewnych biologii, biochemii, mikrobiologii oraz genetyki. Umieszczono w niej również biogramy wybitnych polskich i zagranicznych lekarzy i odkrywców, opis polskich uzdrowisk i wód leczniczych .
Encyklopedia do roku 1999 miała 10 wydań. Pierwsze wydanie miało miejsce w 1979 , a kolejne: drugie 1982 , trzecie 1987 , czwarte w 1988 , piąte w 1989 , ..., siódme w 1991 , ..., dziesiąte w 1999 . Poszczególne wydania różniły się zawartością, która wraz z biegiem lat była uaktualniana i rozszerzana. Zmieniał się także komitet redakcyjny oraz autorzy artykułów. Do 1999 encyklopedia wydawana była w miękkiej oprawie, małym formacie oraz w trzech tomach .
Wydanie trzytomowe z 1989 zawiera 1512 stron oraz ponad 7000 haseł w 48 działach. Ilustrowane 510 ilustracjami umieszczonymi w tekście, 16 kolorowych tablic oraz 25 tabel. Treść powiększona została o 147 nowych haseł :
- tom I, (A-G), 382 strony, 15 kolorowych tablic, zdjęcia, schematy, ilustracje, przedmowa, wykaz skrótów,
- tom II, (H-O), 869 stron, 15 kolorowych tablic, zdjęcia, schematy, ilustracje, wykaz skrótów,
- tom III, (P-Ż), 1512 stron, zdjęcia, schematy, ilustracje, wykaz skrótów.

W wydaniu 10. z roku 1999 zawartość rozszerzono do 9600 haseł i scalono ją w jeden tom, format został zwiększony, a oprawa zmieniona została na twardą. Zmienił się także numer ISBN. Nowy komitet redakcyjny usunął hasła nieaktualne lub nie odpowiadające aktualnie obowiązującej terminologii. Większość haseł opracowano na nowo, dostosowując je do dzisiejszego stanu wiedzy, ponadto nadano im zwięzłą formę. Dodano wiele nowych haseł - zarówno szczegółowych, jak i tematycznych. Zmieniła się także szata graficzna: wprowadzono kolorowe ilustracje oraz bardziej czytelny układ haseł. W hasłach umieszczono odsyłacze kierujące do haseł pokrewne, rozszerzających informacje zawarte w haśle głównym. W celu zwiększenia przejrzystości i zwartości tekstu ograniczono liczba skrótów .